# Rapala laima
Rapala laima är en fjärilsart som beskrevs av Druce 1895. Rapala laima ingår i släktet Rapala och familjen juvelvingar. Inga underarter finns listade.